# Бифф Таннен
Эта статья посвящена одному из героев трилогии Назад в будущее
Бифф Говард Таннен (англ. Biff Howard Tannen) — главный антагонист фантастической трилогии «Назад в будущее». Роль Биффа исполнил актёр Томас Ф. Уилсон — он также появился в аттракционе «Назад в будущее: Путешествие», мультсериале и компьютерной игре. Бифф — главный антагонист первого и второго фильмов.

## Описание
Бифф — высокий, агрессивный и глупый хулиган, который унижает окружающих. В частности, Джорджа МакФлая, вынуждая делать домашние задания — а позже и отчёт на работе — вместо него. Бифф и его родственники изображены в похожей манере.

## Биография
Бифф Таннен родился 26 марта 1937 года в Хилл-Вэлли, штат Калифорния. Бифф — очень высокий и сильный юноша с весьма дурным характером и повадками первого хулигана города. Бифф не очень умён и смог окончить школу только благодаря тому, что среди его жертв был Джордж МакФлай, выполнявший все домашние задания за Таннена, и, в конечном счёте, Бифф стал начальником Джорджа, а его желание быть мужем Лоррейн так и не прошло.
Согласно ранней версии сценария 1980 года, полное имя Биффа было «Бифф Говард Таннен». В сценарии Бифф говорит: «Да, кстати! Моя детка продаёт Гёлскаутские печенюшки. Я сказал ей, что ты возьмёшь 4 пачки! Не делай из меня лжеца, МакФлай!». Существует подобная удалённая сцена в первой части трилогии, в которой сосед МакФлаев и его дочь заставляют Джорджа купить коробку ореховых мюсли. Соседа звали Говардом. При создании второй части фильма основой для персонажа служил уже известный в то время Дональд Трамп.

### Дети и внуки
В 2015 году у Биффа есть внук по имени Грифф (его также сыграл актёр Томас Уилсон) — в мультсериале выясняется что Бифф воспитывает сына — Биффа-Младшего (англ. Biff Jr.).

## История персонажа и исполнение роли
Бифф Таннен получил своё имя «в честь» исполнительного директора Неда Танена, яростно раскритиковавшего сценарий Гейла и Земекиса к фильму «Я хочу держать тебя за руку» 1978 года (Танен усмотрел в нём антисемитизм).
Первоначально на роль Биффа Таннена был выбран 19-летний Джей Джей Коэн, но когда на роль Марти Макфлая был выбран Эрик Штольц, Коэна заменил 25-летний Томас Ф. Уилсон, так как Бифф должен был быть более физически развитым, чем Марти. В итоге Штольца заменил Майкл Джей Фокс, а Коэн сыграл одного из подручных Биффа. В жизни Томас Уилсон является полной противоположностью своего персонажа; он формировал его характер из личных наблюдений школьных хулиганов.
В 2015 году, к моменту 30-летия первого фильма, американские СМИ стали отмечать сходство богатого Биффа из второй части трилогии с мультимиллионером Дональдом Трампом, к тому моменту — кандидатом в президенты США. Боб Гейл дал следующий комментарий: «Да, именно так мы и задумывали».

## Признание
Издание The Insider поместило персонажа на 50-е место в списке «лучших кинозлодеев всех времён», а журнал USA Today — на 42-е место.